# Adrian Guță
Adrian Guță (n. 1956, Cluj) este un profesor universitar, critic și istoric de artă român. 

## Biografie
A absolvit Institutul de Arte Plastice „Nicolae Grigorescu“ din București, secția Muzeologie, în 1979, cu diplomă de merit.
A susținut în anul 2006 la Universitatea  Națională de Arte de   București doctoratul în arte vizuale cu teza "Generația 80 în arte vizuale" sub conducerea profesorului Vasile Drăguț. 
După absolvire a lucrat la Oficiul de expoziții al CCES pînă în anul 1990 când  trece ca redactor la revista ARTA. La încetarea din motive economice a revistei devine cadru didactic la universitatea pe care a absolvit-o, parcurge toate treptele didactice, a îndeplinit și funcția de decan al Facultății de Istoria și Teoria Artei a Universității Naționale de Arte din Capitală. 
A curatoriat expoziții de artă vizuală în țară și în străinătate (Cagnes-sur-Mer, Bienala de la Veneția,...), coordonează și participă la proiecte culturale, granturi în domeniul de activitate. Întocmește cataloage de expoziții, participă cu comunicări și studii la manifestările din țară și din străinătate, ș.a.

## Volume
- Generația 80 în artele vizuale, Editura Paralela 45, 2009
- Andrei Chintilă  (colectiv), volum de artist,
- Arta din România. Din preistorie în contemporaneitate, (colectiv), București, Editura Academiei, 2018
- Carte cu Ion Dumitriu – O viață de pictor (coautor Ion Bogdan Lefter),  Pitești, Editura Paralela 45, 1999

## Colaborări la reviste
Arta, Arta-serie nouă, Revue Roumaine d’Histoire de l’Art. Série Beaux-Arts, Artelier, Observator cultural, Altitudini, Contrapunct, România literară, 22, Arhitext design, Dilema veche, Omagiu-Remix Culture Magazine, Balkon (Cluj), Steaua, Tribuna, Contrafort (Chișinău), Moscow Art Magazine, Afterimage (Rochester, NY).

## Afilieri
- Uniunea Artiștilor Plastici din România
- Asociația Internațională a criticilor de artă

## Premii
- Premiul pentru critică al UAP pe anul 1998
- Premiul pentru critică al UAP pe anul 2016
- Premiul pentru activitatea curatorială pe anul 1998